# Carl Hayman

a Compétitions nationales et continentales officielles uniquement.

b Matchs officiels uniquement.
Dernière mise à jour le 19 avril 2016.
 Carl Joseph Hayman, né le 14 novembre 1979 à Opunake, est un joueur de rugby à XV international néo-zélandais évoluant au poste de pilier droit. Il obtient 45 capes avec les All Blacks entre 2001 et 2007, remportant à cinq reprises le Tri-nations. Il joue d'abord en Nouvelle-Zélande, avec Otago RFU et les Highlanders avant de rejoindre l'Europe, chez le club anglais des Newcastle Falcons puis le club français du Rugby club toulonnais.

## Biographie
Hayman a commencé par représenter l’équipe de Nouvelle-Zélande des moins de 16 ans (1995), puis des moins de 19 ans (1997 et 1998) et des moins de 21 ans (1998 à 2000). Il a fait partie de l’équipe qui a écrasé l'équipe d'Afrique du Sud en finale du tournoi international des moins de 21 ans (71 à 5 en finale).
Il a joué aussi avec l’équipe des Māori de Nouvelle-Zélande et fait une tournée avec l’équipe A de Nouvelle-Zélande, avant d’être sélectionné avec les All Blacks en 2001, puis régulièrement à partir de 2004. Il a eu la chance d’être le millième sélectionné dans les rangs des All Blacks.
Hayman a débuté dans le Super 12 en 1999 avec les Otago Highlanders. En 2007, il signe en faveur des Newcastle Falcons, qui évoluent dans le championnat d'Angleterre.

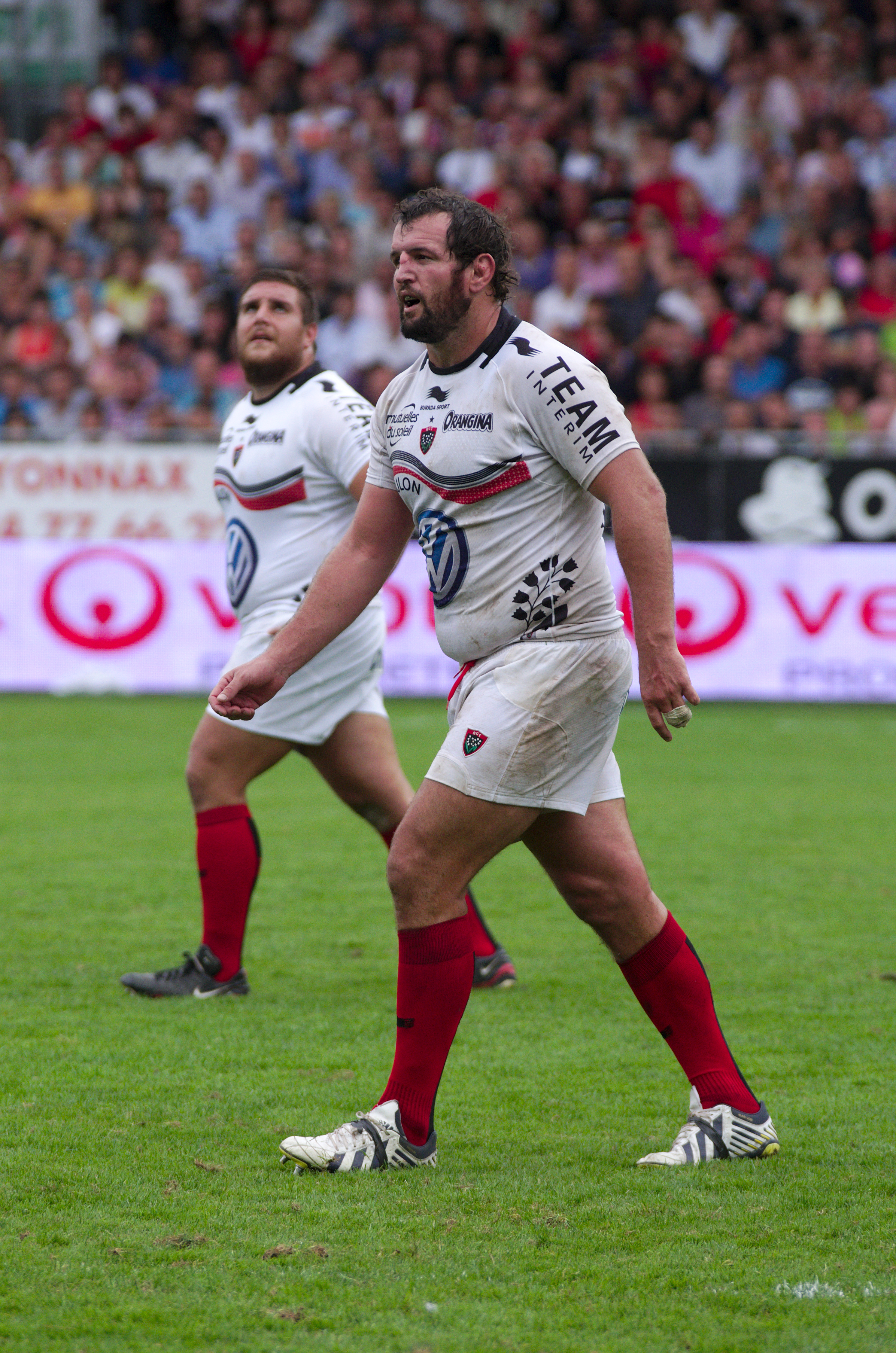
Carl Hayman, avec le RC Toulon, en 2013.

L'annonce de sa venue au Rugby club toulonnais dès la saison suivante a été faite le 22 mars 2010. Il a rejoint la cohorte d'internationaux qui jouent à Toulon comme Jonny Wilkinson, Juan Martín Fernández Lobbe, Bakkies Botha, Delon Armitage et Joe van Niekerk. Sa décision de rester en Europe l'a rendu inéligible pour la Coupe du Monde 2011 puisque selon la règle de la Fédération de Rugby Néo-Zélandaise seuls les joueurs officiant dans le championnat NZ peuvent être retenus. À l'inverse, de Sonny Bill Williams qui a quitté le RCT pour pouvoir être sélectionné parmi les All Blacks lors de la Coupe 2011.
Lors de cette première saison, il est sélectionné dans l'équipe des Barbarians français contre l'équipe des Tonga en novembre, rencontre où il inscrit un essai.
Son acclimatation dans le Top 14 n'a pas été facile : présenté comme le meilleur pilier droit du monde, il est confronté à la concurrence de Davit Kubriashvili pour le poste de titulaire du poste. Lors de la saison 2011-2012 il devient titulaire. En finale de Amlin Challenge Cup, Carl Hayman prend un carton jaune pour un plaquage cathédrale. Il est ainsi suspendu quatre semaines. Ce qui le prive de la finale du championnat de France face à Toulouse.
Devenu titulaire indiscutable au sein de l'effectif toulonnais, il remporte la coupe d'Europe face à Clermont le 18 mai 2013. L'année suivante, il fait partie des deux compositions d'équipes lors des finales remportées disputées par le club toulonnais, d'abord la finale de coupe d'Europe face aux Anglais des Saracens, puis du Top 14, face au Castres olympique.
Pour la saison 2014-2015, il est nommé capitaine du club toulonnais, succédant à Jonny Wilkinson, parti à la retraite. Le club remporte une troisième coupe d'Europe consécutive lors de la finale de l'édition 2015, de nouveau face à Clermont, puis se qualifie pour les demi-finales du championnat. Celle-ci se déroule dans un cadre particulier : le matin, la mort de Jerry Collins, après un accident de voiture, est annoncée. Or celui-ci a été le coéquipier sous le maillot des All Blacks de Ali Williams, Chris Masoe et Carl Hayman. Les Toulonnais s'inclinent sur le score de 33 à 16 face au Stade français dans une rencontre précédée d'une minute de silence.
Ce match est la dernière rencontre officielle de Carl Hayman qui prend sa retraite de joueur, tout comme Ali Williams. En 2016, le site Rugbyrama le classe sixième parmi les 10 meilleurs joueurs de l'histoire du RC Toulon.
Le 21 avril 2016, Carl Hayman annonce sa reconversion comme entraîneur des avants dans le club béarnais de la Section paloise. Il y rejoint son compatriote Simon Mannix, manager du club, et remplace Joël Rey dont le contrat est arrivé à terme en fin de saison 2015-2016. Le 5 janvier 2019, il est écarté de son poste d'entraîneur des avants de la Section paloise et est remplacé par Nicolas Godignon.
En 2017, il reprend une licence de joueur, en parallèle de sa fonction d'entraîneur des avants palois, pour jouer avec l'Avenir de Bizanos en Fédérale 3.

## Carrière de joueur

### En province
- 1998-2007 : Otago RFU (NPC)  Nouvelle-Zélande

### En franchise
- 1999-2007 : Highlanders (Super 15)  Nouvelle-Zélande

### En club
- 2007-2010 : Newcastle Falcons (Guinness Premiership)  Angleterre
- 2010-2015 : RC Toulon (Top 14)  France
- Depuis 2017 : Avenir de Bizanos (Fédérale 3)  France

### En équipe nationale
Il a honoré sa première cape internationale en équipe de Nouvelle-Zélande le 16 juin 2001 contre l'équipe des Samoa. Avec les Kiwis, il dispute une Coupe du monde en 2007. Il participe à cinq éditions du Tri-nations en 2001, 2004, 2005, 2006 et 2007.

## Carrière d’entraîneur
- 2016 - 5 janvier 2019 : Section paloise (France) (Entraîneur des avants)

| Saison      | Club            | Division | Poste  | Classement | Coupe d'Europe | Challenge Européen     |
| ----------- | --------------- | -------- | ------ | ---------- | -------------- | ---------------------- |
| 2016 - 2017 | Section paloise | Top 14   | Avants | 9e         | -              | Éliminé en poule       |
| 2017 - 2018 | Section paloise | Top 14   | Avants | 8e         | -              | Éliminé en demi-finale |

## Palmarès de joueur

### En province
- National Provincial Championship (1) : 
  - Vainqueur en 1998 avec les Otago RFU

### En franchise
- Super 12 :
  - Demi-finaliste en 2002 avec les Highlanders

### En club
- Coupe d'Europe (3) :
  - Vainqueur en 2013, 2014 et 2015 avec le RC Toulon
- Challenge cup : 
  - Finaliste en 2012 avec le RC Toulon
  - Demi-finaliste en 2008 avec les Newcastle Falcons
- Championnat de France (1) :
  - Vainqueur en 2014 avec le RC Toulon
  - Finaliste en 2012 et 2013 avec le RC Toulon

### En équipe nationale
- All Blacks :

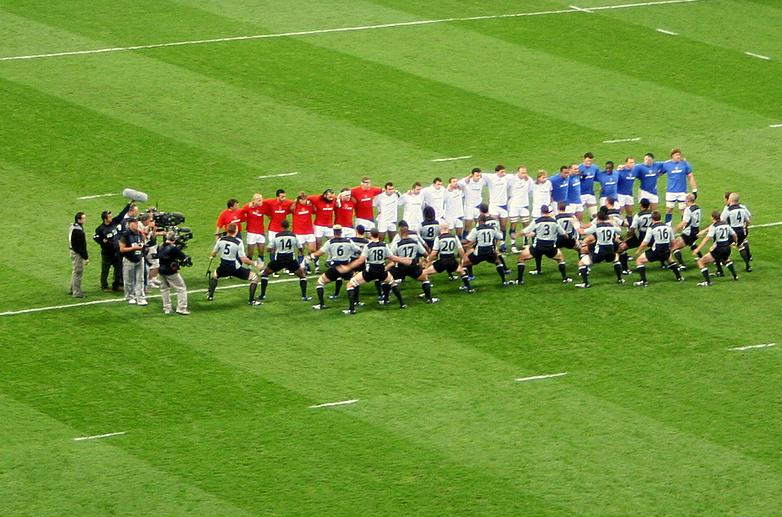
Quart-de-finale France - All Blacks en 2007.

  - 45 sélections entre 2001 et 2007, deux essais[8].
- Tri-nations (3) :
  - Vainqueur en 2005, 2006 et 2007.

## Statistiques

### En équipe nationale
Il compte une participation à la coupe du monde, disputant quatre rencontres lors de l'édition 2007, face à l'Italie, le Portugal, l'Écosse, et la France. Il participe à cinq éditions du Tri-nations en 2001, 2004, 2005, 2006 et 2007.
Il a également été sélectionné avec les Māori de Nouvelle-Zélande en 2002, 2003 et 2005. Auparavant, il a été international Néo Zélandais des moins de 16 ans en 1995, scolaire en 1996 et 1997, des moins de 19 ans en 1997 et 1998, des moins de 21 ans de 1999 à 2000 et International Néo Zélandais A en 2000
Il compte également trois sélections avec les Barbarians, en mai 2003 face à l'Angleterre, en mai 2011 face à ce même adversaire et en juin de la même année face au pays de Galles. il compte également une sélection avec les Barbarians français.

## Style de jeu
Carl Hayman est particulièrement renommé pour sa puissance en mêlée. Il est aussi considéré comme un des meilleurs piliers droits du monde.

## Vie privée
Il est fiancé à Natalie Crook, une présentatrice de télévision néo-zélandaise.
Fin 2021, il révèle au média néo-zélandais The Bounce souffrir de "démence précoce" et décide de se joindre à un groupe d'anciens rugbymen en vue d'attaquer World Rugby en justice pour "mauvaise prise en charge de la santé des joueurs".